# Lycium cooperi
Lycium cooperi är en potatisväxtart som beskrevs av Asa Gray. Lycium cooperi ingår i släktet bocktörnen, och familjen potatisväxter. Inga underarter finns listade i Catalogue of Life.

## Bildgalleri

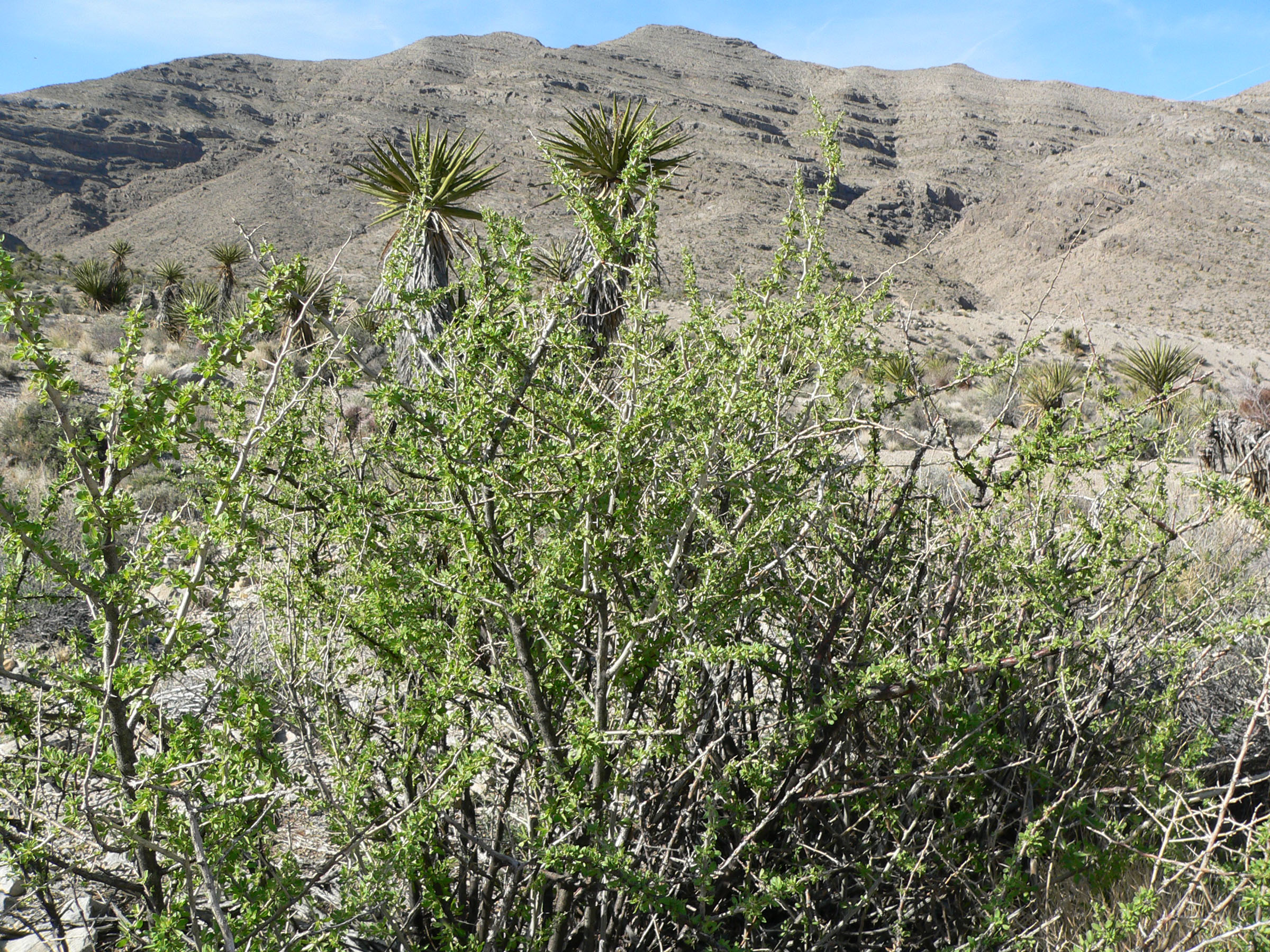
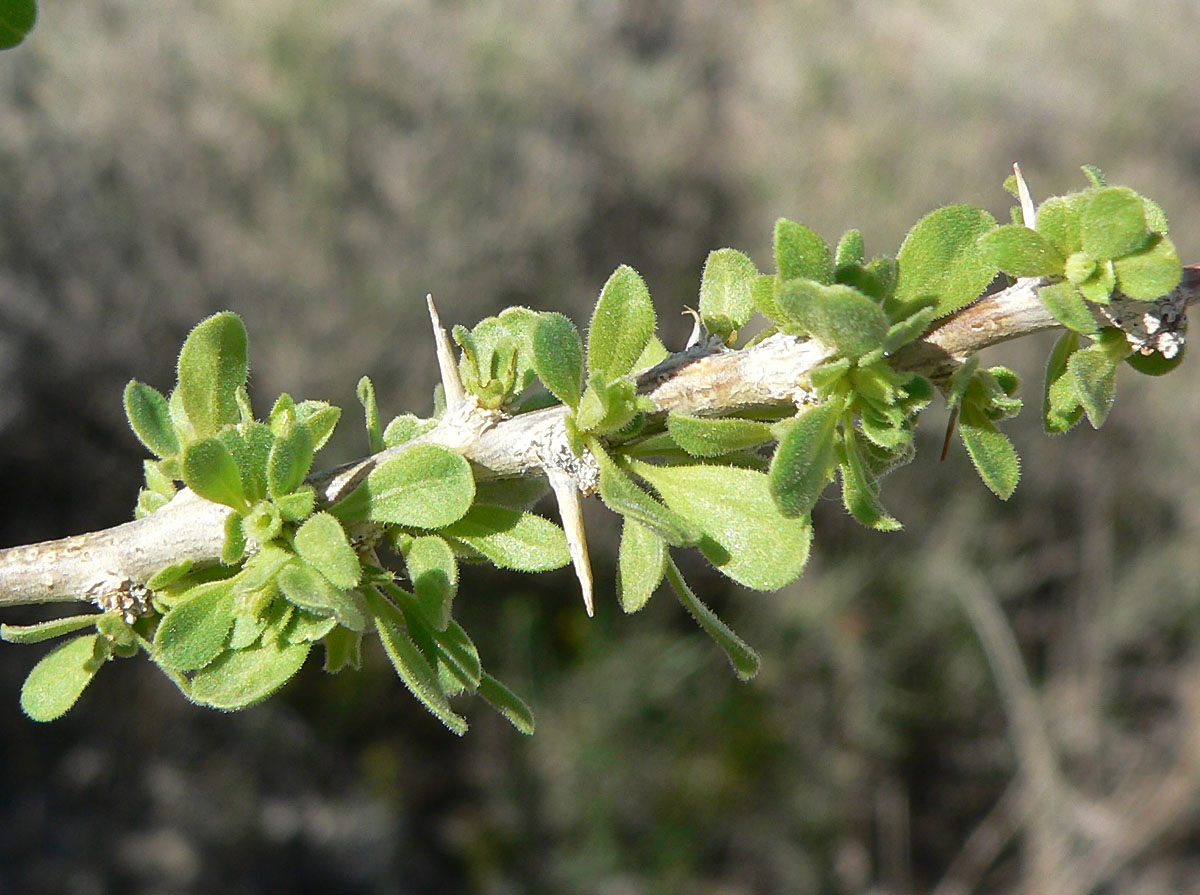